# Jeong Bo-kyeong

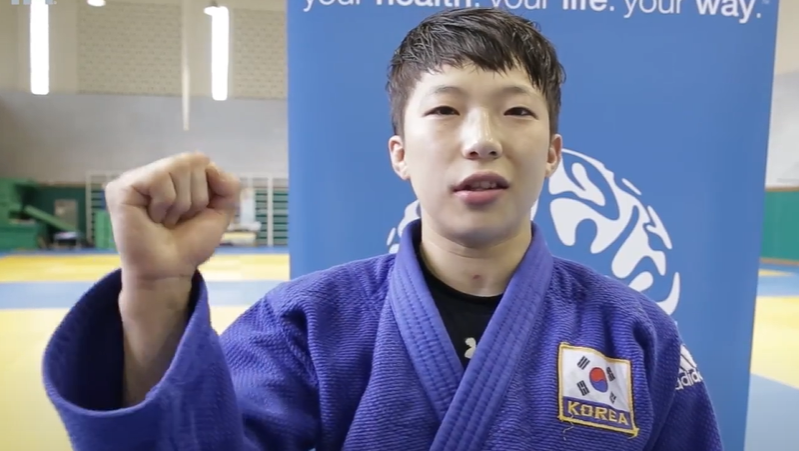
Jeong Bo-kyeong, 2016

Jeong Bo-kyeong (* 17. April 1991 in Jinju) ist eine südkoreanische Judoka. Sie gewann 2016 eine olympische Silbermedaille im Extraleichtgewicht.

## Karriere
Die 1,53 m große Jeong Bo-kyeong gewann 2012 in Budapest ihr erstes Weltcupturnier. Bei den Asienmeisterschaften 2013 belegte sie den siebten Platz. Die Asienspiele 2014 fanden in Incheon statt. Jeong unterlag im Halbfinale der Mongolin Mönchbatyn Urantsetseg, durch einen Sieg über die Chinesin Wu Shugen in der Hoffnungsrunde erkämpfte sich die Südkoreanerin eine Bronzemedaille. Das südkoreanische Damenteam gewann hinter den Japanerinnen Silber in der Mannschaftswertung. 2015 siegte Jeong bei der Universiade in Gwangju durch einen Finalsieg über die Brasilianerin Gabriela Chibana. Bei den Weltmeisterschaften 2015 in Astana gewann Jeong im Viertelfinale gegen die Japanerin Ami Kondo und verlor im Halbfinale gegen die Argentinierin Paula Pareto. Im Kampf um die Bronzemedaille bezwang sie die Ukrainerin Maryna Tschernjak. Im April 2016 belegte Jeong den siebten Platz bei den Asienmeisterschaften in Taschkent. Bei den Olympischen Spielen in Rio de Janeiro bezwang sie im Viertelfinale die Mongolin Mönchbatyn Urantsetseg und im Halbfinale die Kubanerin Dayaris Mestre Álvarez jeweils vorzeitig. Das Finale gegen Paula Pareto ging über die volle Kampfdauer, Pareto gewann durch Strafpunkte gegen die Koreanerin.
Bei den Asienmeisterschaften 2017 in Hongkong unterlag Jeong im Halbfinale der Mongolin Mönchbatyn Urantsetseg, gewann aber durch einen Sieg über die Chinesin Li Yanan eine Bronzemedaille. Drei Monate später erkämpfte die Koreanerin eine Bronzemedaille bei der Universiade in Taipeh. Bei den Asienspielen 2018 in Jakarta besiegte Jeong Bo-kyeong im Halbfinale die Mongolin Mönchbatyn Urantsetseg und gewann im Finale gegen die Japanerin Ami Kondo.